# Microdiscus
Microdiscus is een geslacht van schimmels uit de orde Helotiales. De familie is nog niet met zekerheid bepaald (Incertae sedis).

## Soorten
Volgens Index Fungorum telt het geslacht twee soorten (peildatum februari 2022):
| Soortnaam               | Auteur(s)       | Publicatiejaar |
| ----------------------- | --------------- | -------------- |
| Microdiscus americanus  | (Sacc.) Trotter | 1916           |
| Microdiscus parasiticus | Steinecke       | 1916           |